# 2753 Duncan
2753 Duncan је астероид главног астероидног појаса. Приближан пречник астероида је 17,93 ,
а средња удаљеност астероида од Сунца износи 2,789 астрономских јединица (АЈ).
Инклинација (нагиб) орбите у односу на раван еклиптике је 6,878 степени, а орбитални период износи 1701,684 дана (4,658 године). Ексцентрицитет орбите астероида износи 0,039.
Апсолутна магнитуда астероида износи 12,30 а геометријски албедо 0,066.
Астероид је откривен 18. фебруара 1966. године.